# Sandy Denny

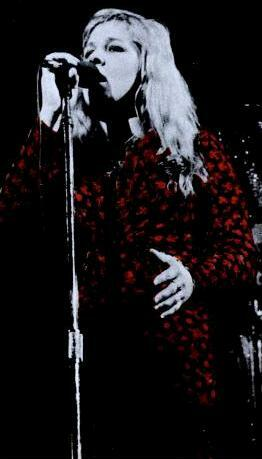
Sandy Denny (1974)

Sandy Denny, eigentlich Alexandra Elene MacLean Denny (* 6. Januar 1947 in Merton Park, London, Großbritannien; † 21. April 1978 in Wimbledon) war eine britische Sängerin und Songschreiberin. Sie war mehrmals Mitglied von Fairport Convention, Gründungsmitglied der Gruppe Fotheringay und sang bei den Strawbs sowie auf dem vierten Album von Led Zeppelin.

## Leben

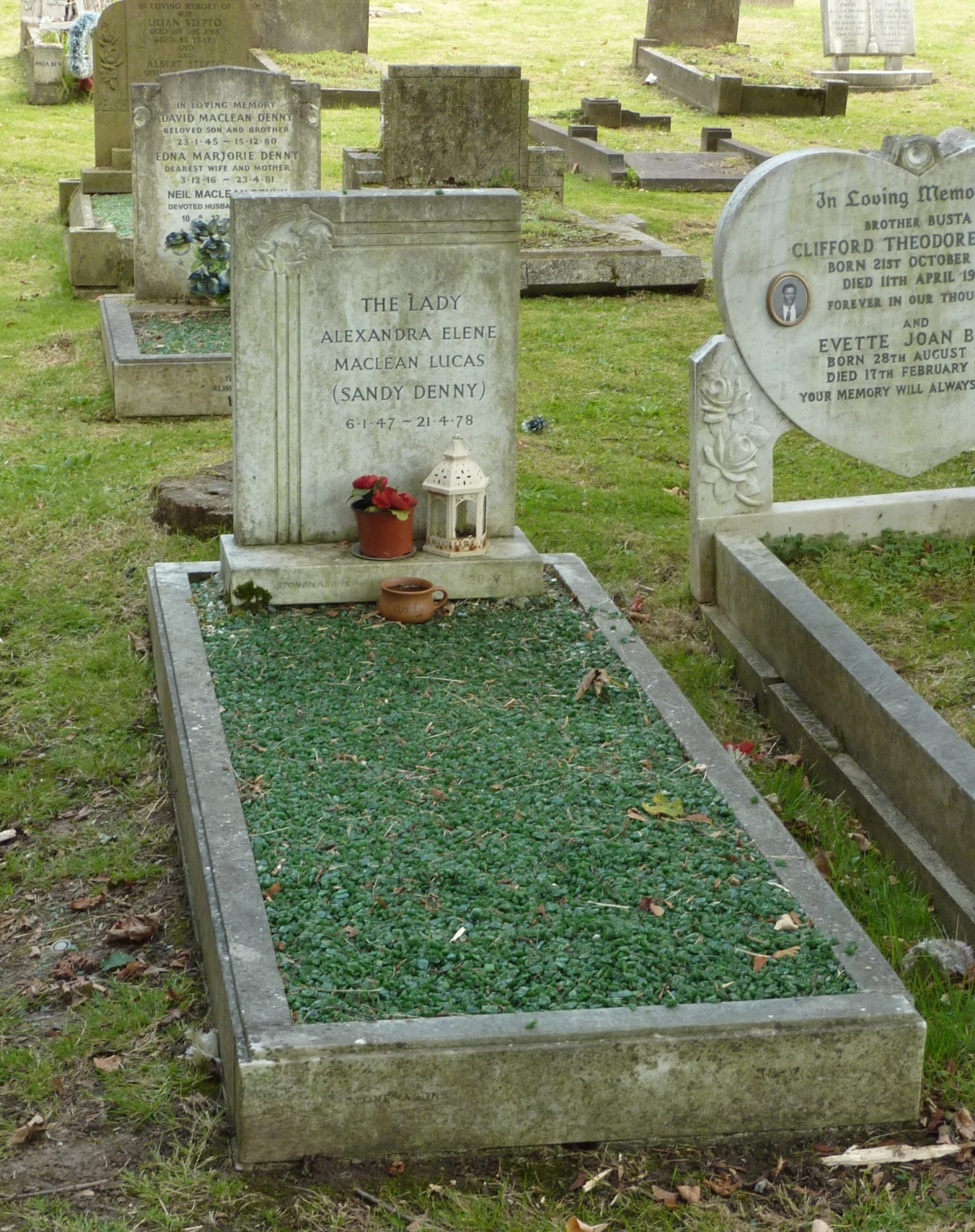
Sandy Dennys Grab auf dem Putney Vale Cemetery

Sandy Denny wuchs in Wimbledon, London, auf. Während einer Ausbildung zur Krankenschwester trat sie in Clubs auf. Zu ihren Vorbildern zählten damals Bob Dylan und Joni Mitchell. 1967 nahm sie zusammen mit der britischen Rockband The Strawbs ein Album auf. 1968 wurde sie probehalber in die Folkrockband Fairport Convention als Sängerin aufgenommen. Bald schon übernahm sie die künstlerische Führung. Dies schlug sich vor allem in der Verschmelzung von alter und moderner Musik nieder. 1969 erschien Sandy Dennys selbst geschriebene Folkballade Who Knows Where the Time Goes – ihr bekanntestes Lied, das allerdings erst in der Fassung von Judy Collins einige Jahre später zum Hit wurde.
Ende 1969 verließ Sandy Denny Fairport Convention, um sich weiterzuentwickeln. Sie gründete mit anderen Musikern die kurzlebige Band Fotheringay, benannt nach einer Denny-Eigenkomposition, die erstmals auf dem Fairport Convention-Album What We Did On Our Holidays erschienen war. Fotheringhay Castle war das Schloss, auf dem Maria Stuart die letzten Monate ihres Lebens gefangen war und schließlich hingerichtet wurde. Mit Fotheringay nahm die Sängerin nur ein Album auf, bevor sie 1971 eine Solokarriere startete, die in den nächsten sechs Jahren vier Alben erbrachte. Erst im September 2008, 30 Jahre nach Sandy Dennys Tod 1978, erschien das zweite Album Fotheringay 2. Jerry Donahue hatte es aus den Originalaufnahmen des geplanten zweiten Albums zusammengestellt.
Ebenfalls 1971 bestritt Sandy Denny auf dem Album Led Zeppelin IV zusammen mit Robert Plant den Gesangspart der Rockballade The Battle of Evermore. 1973 heiratete Denny den früheren Gitarristen der Band Fotheringay, ihren Freund Trevor Lucas. Ihr letztes Album Rendezvous erschien 1977. Im Juli desselben Jahres gebar sie ihre Tochter Georgia. Im März 1978 stürzte sie von einer Treppe. Eine aus dem Unfall resultierende Hirnblutung führte dann einen Monat später zum Tod Sandy Dennys. Sie wurde auf dem Putney Vale Cemetery in London bestattet.

## Musikstil
Sandy Dennys Musik reicht von britisch-keltischer Volksmusik über den britischen Folk Rock der 1960er und 1970er Jahre, den sie entscheidend prägte, bis hin zu Eigenkompositionen mit klassischem oder jazzigem Einfluss. Sie begleitete sich selbst auf dem Klavier oder der Gitarre. Meist sind ihre Stücke in melancholisch-balladenhafter Stimmung gehalten, können aber durchaus auch – vor allem während ihrer Zeit bei den Strawbs – fröhlich-liedhaft sein. Wie die meisten Singer/Songwriter der Zeit war auch Sandy Denny beeinflusst durch die US-amerikanische Folk- und Friedensbewegung. Ihre Wurzeln liegen in den Melodien und Texten der britischen Folk-Musik, die sie bereits in der Kindheit begleiteten und die sie selbst auf unvergleichliche Weise interpretierte und zusammen mit ihren Bands in eine zeitgemäße Form brachte.

## Rezeption
Obwohl sie niemals überragende internationale Berühmtheit erlangte – am ehesten vielleicht durch ihre Mitwirkung bei The Battle of Evermore auf dem vierten Led-Zeppelin-Album und als Leadsängerin bei Fairport Convention und Fotheringay – sind die Klarheit ihrer Stimme und ihre bewegenden Interpretationen in der gesamten britischen Pop- und Folkmusik bis heute unerreicht (Zitat: „Her high, ethereal vocals were the most distinctive in all of British folk rock.“ Deutsch etwa: „Ihre hohe, ätherische Stimme war die herausragendste des britischen Folkrock.“). Ihre Mitmusiker und damaligen Freunde und Bekannten beschreiben sie als „unbezwingbare Autorität im Bereich der Musik“ und als hilfsbereiten und lebensfrohen, allerdings trotz ihres Talents auch unsicheren Menschen.

## Nach Sandy Dennys Tod
Nach ihrem Tod kehrte Trevor Lucas mit der gemeinsamen Tochter Georgia in seine Heimat Australien zurück, wo er erneut heiratete. Er starb im Februar 1989 an einem Herzinfarkt. Georgia Lucas lebt heute in Australien und hält sich mit Aussagen über ihre Mutter zurück. Einen seltenen öffentlichen Auftritt absolvierte sie bei der Verleihung der 7. BBC Folk Awards 2007, wo sie stellvertretend für ihre Mutter und gemeinsam mit Richard Thompson die Auszeichnung für das Fairport-Convention-Album Liege & Lief als einflussreichstes Folk-Album aller Zeiten entgegennahm.
2010 veröffentlichte Universal/Island Records eine auf 3000 Stück limitierte 19-CD-Box Sandy Denny mit dem Großteil aller ihrer Aufnahmen als Solistin und Bandmitglied, inklusive Live- und Demo-Versionen.

## Widmungen
Dave Cousins hat Sandy Denny den Song Ringing Down The Years gewidmet. Von Phil Lynott und Clann Eadair (Thin Lizzy) stammt der Song A Tribute To Sandy (Denny). Im Lied Blow Away von Kate Bush wird Sandy Denny erwähnt.

## Diskografie
- 1967 Alex Campbell mit: Sandy Denny, Johnny Silvo and the Johnny Silvo Folk Group (Roger Evans, Dave Moses), Paul McNeill und Cliff Aungier: Alex Campbell and His Friends
- 1967 Sandy Denny und Johnny Silvo: Sandy and Johnny
- 1967 Sandy Denny and the Strawbs: All Our Own Work
- 1969 Fairport Convention: What We Did on Our Holidays
- 1969 Fairport Convention: Unhalfbricking
- 1969 Fairport Convention: Liege and Lief
- 1970 Fotheringay: Fotheringay
- 1970 It's Sandy Denny (Zusammenstellung der Sandy-Denny-Aufnahmen von Alex Campbell and his Friends und Sandy and Johnny. Wiederveröffentlicht 2005 als Where the Time Goes und The Original Sandy Denny).
- 1971 The North Star Grassman and the Ravens
- 1972 The Bunch: Rock On
- 1972 Sandy
- 1974 Like an Old Fashioned Waltz
- 1975 Fairport Convention: Rising for the Moon
- 1977 Rendezvous

posthum
- 1986 Who Knows Where the Time Goes? (4 LPs oder 3 CDs)
- 1995 Best of Sandy Denny
- 1998 Gold Dust (live)
- 2000 No More Sad Refrains – The Anthology
- 2005 A Boxful of Treasures (5 CDs)
- 2006 Under Review (DVD)
- 2007 Live at the BBC (3 Audio-CD, eine DVD)
- 2007 Listen, Listen [Original Recording Remastered]
- 2008 The Music Weaver Sandy Denny Remembered
- 2008 The Collection
- 2010 Sandy Denny (19 CDs)
- 2012 The Notes and the Words – A Collection of Demos and Rarities (4 CDs)
- 2016 I've Always Kept A Unicorn: The Acoustic Sandy Denny (2 CDs)

Darüber hinaus existieren zahlreiche unveröffentlichte Tonaufnahmen mit Sandy Denny.